# Michaił Danczenko
Michaił Wasiljewicz Danczenko (ros. Михаил Васильевич Данченко, ur. 2 października?/14 października 1897 w Batajsku, zm. 10 kwietnia 1956 w Moskwie) – radziecki polityk, minister, generał porucznik wojsk inżynieryjno-technicznych.

## Życiorys
Od 1912 ślusarz w Rostowie nad Donem, od czerwca 1916 w rosyjskiej armii, w sierpniu 1918 wstąpił do RKP(b), członek bolszewickiej partyzantki, pomocnik dowódcy oddziału, od maja 1919 dowódca plutonu, potem dowódca oddziału; uczestnik wojny domowej. Od 1920 słuchacz Wyższej Szkoły Broni Pancernej i Zmechanizowanej w Moskwie, następnie służył w armii w Północno-Kaukaskim Okręgu Wojskowym, od maja 1922 dowódca pociągu pancernego w Rostowie i Charkowie. Od 1924 studiował w Akademii Wojskowo-Technicznej w Leningradzie, na której od 1930 był adiunktem, od maja 1932 pracownik Wojskowej Akademii Mechanizacji i Motoryzacji Armii Czerwonej w Moskwie, gdzie był m.in. szefem biura konstruktorskiego. Od października 1937 zastępca szefa, a od sierpnia 1939 szef Głównego Zarządu Rezerw Państwowych przy Radzie Komisarzy Ludowych ZSRR. 3 maja 1942 został generałem majorem, a 22 lutego 1944 generałem porucznikiem wojsk inżynieryjno-technicznych. Od maja 1946 do lipca 1948 minister rezerw materiałowych ZSRR, od lipca 1948 zastępca ministra państwowych rezerw aprowizacyjnych i materiałowych ZSRR, od marca do lipca 1953 członek Państwowego Komitetu Planowania Gospodarczego ZSRR. Pochowany na Cmentarzu Nowodziewiczym.

## Odznaczenia
- Order Lenina (dwukrotnie)
- Order Czerwonego Sztandaru (dwukrotnie)
- Order Wojny Ojczyźnianej I klasy